# فرونزه یلانیان
فرونزه مخاکی یلانیان (ارمنی: Ֆրունզե Մեխակի Ելանյան؛  زادهٔ ۲۲ ژانویهٔ ۱۹۲۸- درگذشته ۲۰۰۷) استاد رقص باله اهل ارمنستان بود.

## زندگی‌نامه
وی در ۲۲ ژانویهٔ ۱۹۲۸ در ایروان به دنیا آمد و از دانشکده دولتی هنر رقص ایروان فارغ‌التحصیل گشت. وی همچنین برنده جوایزی همچون هنرمند مردمی ارمنستان شوروی شد. وی در ۲۰۰۷ در سن ۷۹ سالگی درگذشت.